# LMBT-kronológia (1980-as évek)
Ez az oldal a leszbikus, meleg, biszexuális és transznemű (LMBT) emberek jogainak történetében bekövetkezett fontosabb eseményeket tartalmazza.
« korábbi események

## 1980
- 1980 – Az Egyesült Államok Demokrata Pártja programjában megjelenik a melegjogok ügye.
- 1980 – Skócia megszünteti a homoszexualitás büntethetőségét.
- 1980 – David McReynolds az első nyíltan LMBT személy, aki indul az amerikai elnökválasztáson, a Szocialista Párt színeiben (végül 0,01%-ot kapott).
- 1980 – Megalapítják az Egyesült Államok legjelentősebb LMBT-jogi szervezetét, a Human Rights Campaign-t.

## 1981
- 1981 – Elindul a Moral Majority („Erkölcsi Többség”) nevű szervezet melegellenes kampánya.
- 1981 – Norvégia a homoszexuálisok diszkriminációját tiltó törvényt fogad el; ez az első olyan ország, ahol ilyen tartalmú törvény lép életbe.
- 1981 – Az ausztráliai Victoria állam dekriminalizálja a homoszexualitást, és azonos beleegyezési korhatárt vezet be.
- 1981 – Kolumbia megszünteti a homoszexualitás büntethetőségét, azonos beleegyezési korhatárral.
- 1981 – Hongkong első nemátalakító műtétjének végrehajtása.
- 1981 – Mary C. Morgan személyében kinevezik az első nyíltan meleg vagy leszbikus bírót Amerikában, a San Franciscói Városi Bíróságra.
- 1981 – A teniszező Billie Jean King az első profi sportoló, aki nyilvánosságra hozza melegségét.

## 1982
- 1982 – A kaliforniai Laguna Beach városa megválasztja az Egyesült Államok első nyíltan meleg polgármesterét, Bob Gentry egyetemi professzor személyében.
- 1982 – Az első Gay Games, Meleg Olimpia megrendezése San Franciscóban, 1600 sportoló részvételével.
- 1982 – Észak-Írország megszünteti a homoszexualitás büntethetőségét.
- 1982 – Wisconsin az USA államai közül elsőként fogad el homoszexuálisok diszkriminációját tiltó törvényt.
- 1982 – Új-Dél-Wales az első ausztrál állam, ahol büntethetővé teszik a nemi orientáción alapuló diszkriminációt.

## 1983
- 1983 – Gerry Studds massachusettsi képviselő a képviselőházban bejelenti homoszexualitását, ezzel ő lesz az Amerikai Egyesült Államok Kongresszusának első nyíltan meleg tagja.
- 1983 – Az Egyesült Királysághoz tartozó Guernsey szigete, a második legnagyobb Csatorna-sziget dekriminalizálja a homoszexualitást.
- 1983 – Portugália megszünteti a homoszexualitás büntethetőségét.

## 1984
- 1984 – Ten Percent Club néven megalakul az első leszbikus és meleg szervezet Hongkongban.
- 1984 – Chris Smith újonnan megválasztott brit munkáspárti parlamenti képviselő bejelenti melegségét; ezzel ő az első nyíltan meleg képviselő az Egyesült Királyságban.
- 1984 – A massachusettsi szavazók újraválasztják Gerry Studdsot, Laguna Beach polgármesterét, annak ellenére, hogy előző évben felvállalta homoszexualitását.
- 1984 – Létrejön az Argentin Homoszexuális Közösség (Comunidad Homosexual Argentina, CHA), egyesítve a különböző LMBT csoportokat.
- 1984 – Londonban létrejön a Melegek és Leszbikusok a Bányászokért nevű csoport. Elsőként a nyári pride-felvonuláson gyűjtenek adományokat a sztrájkoló bányászok javára, majd december 10-én "Pits and Perverts" néven tartanak nagysikerű bulit, ahol 20.000 font jön össze.

## 1985
- 1985 – Franciaország törvényt fogad el az életforma (moeurs) alapján történő diszkrimináció tilalmáról a foglalkoztatás és a szolgáltatások nyújtása területén.
- 1985 – Az első megemlékezés a holokauszt meleg áldozatairól.
- 1985 – Belgium bevezeti az egységes beleegyezési korhatárt.
- 1985 – Megválasztják az első nyíltan leszbikus rabbit, Deborah Brint a pennsylvaniai  Wyncote nevű városban található ún. Rekonstrukciós Rabbinikus Kollégiumban (RRC).

## 1986
- 1986 – Új-Zéland a Homosexual Law Reform Act-tel legalizálja a 16 év fölötti férfiak közti szexuális kapcsolatokat.
- 1986 – Haiti megszünteti a homoszexualitás büntethetőségét.
- 1986 – Becky Smith és Annie Afleck az első nyíltan leszbikus pár Amerikában, akik közösen fogadnak gyermeket örökbe.

## 1987
- 1987 – Az ACT UP megtartja első tüntetését.
- 1987 – Barney Frank kongresszusi képviselő felvállalja melegségét.
- 1987 – David Norris tudós és melegjogi aktivista az első nyíltan meleg személy, akit közhivatalra választanak meg az Ír Köztársaságban:a Felsőház tagja lesz.
- 1987 szeptember 5. – Felavatják Amszterdamban a Homomonument emlékművet, amely a melegek és leszbikusok üldöztetésére emlékeztet.

## 1988
- 1988 – Svédország elsőként fogad el az adózás, a társadalombiztosítás és az öröklés területére is kiterjedő diszkriminációt tiltó törvényt.
- 1988 – Svend Robinson kanadai képviselő felvállalja melegségét.
- 1988 – Kanada egységes beleegyezési korhatárt vezet be (18 év).
- 1988 – Izrael de jure is megszünteti a homoszexualitás büntethetőségét.
- 1988 – Belize megszünteti a felnőtt férfiak közötti homoszexualitás büntethetőségét.
- 1988 – Stacy Offner személyében első alkalommal választanak nyíltan leszbikus rabbit a minneapolisi Shir Tikvá Kongregáció nevű reform zsidó gyülekezetben.
- 1988 május 24. – Anglia elfogadja a "homoszexuális propagandát" tiltó ún. 28-as szakaszt, az önkormányzati törvény 28. paragrafusát. Ennek értelmében tilos az önkormányzat által fenntartott iskolákban a melegség témájáról beszélni. Hasonló tárgyú törvényt fogad el Skócia (2A záradék). A törvényt csak 2003-ban törlik el teljesen.

## 1989
- 1989 – Nyugat-Ausztrália dekriminalizálja a homoszexualitást; az egységes beleegyezési korhatár 21 év lesz.
- 1989 – Liechtenstein eltörli a homoszexualitás büntethetőségét.
- 1989 október 1. – Dánia a világon elsőként bevezeti a regisztrált partnerkapcsolat intézményét, amely a házassággal azonos jogokat biztosít az azonos nemű pároknak.

» későbbi események

## Fordítás
- Ez a szócikk részben vagy egészben  a   Timeline of LGBT history című angol Wikipédia-szócikk ezen változatának fordításán alapul.  Az eredeti cikk szerkesztőit annak laptörténete sorolja fel. Ez a jelzés csupán a megfogalmazás eredetét és a szerzői jogokat jelzi, nem szolgál a cikkben szereplő információk forrásmegjelöléseként.